# Koninklijke Landmacht
Il Koninklijke Landmacht (dall'olandese per "Regio Esercito"), spesso abbreviato in KL, è l'attuale esercito dei Paesi Bassi e parte integrante delle forze armate dei Paesi Bassi.
Il Koninklijke Landmacht fu fondato il 9 gennaio 1814, anche se le sue origini risalgono al 1572, quando fu fondato il cosiddetto Staatse leger facendo dello stesso esercito uno dei più antichi ancora esistenti. Ha combattuto durante le guerre napoleoniche, la seconda guerra mondiale, la guerra d'indipendenza indonesiana, la guerra di Corea, ed ha mantenuto le proprie truppe alle frontiere della Germania Ovest durante la guerra fredda.
A partire dal 1990, l'esercito è stato impiegato nella guerra del Golfo, dal 2003 nella guerra in Afghanistan, e a svariate operazioni di peacekeeping tra cui si ricordano quelle effettuate sotto il coordinamento delle Nazioni Unite quali UNIFIL in Libano, e UNPROFOR in Bosnia ed Erzegovina.

## Struttura
La forza operativa dell'esercito olandese è costituita da brigate: la 11ª Brigata Aermobile, la 13ª Brigata leggera e la 43ª Brigata meccanizzata.
L'esercito olandese è costituito da 21500 militari professionali con reclutamento volontario; il servizio di leva non è stato abolito ma solamente sospeso.
Le altre forze armate, la Marina Reale, l'Aeronautica Regia e la Gendarmeria sono anch'esse costituite da volontari.

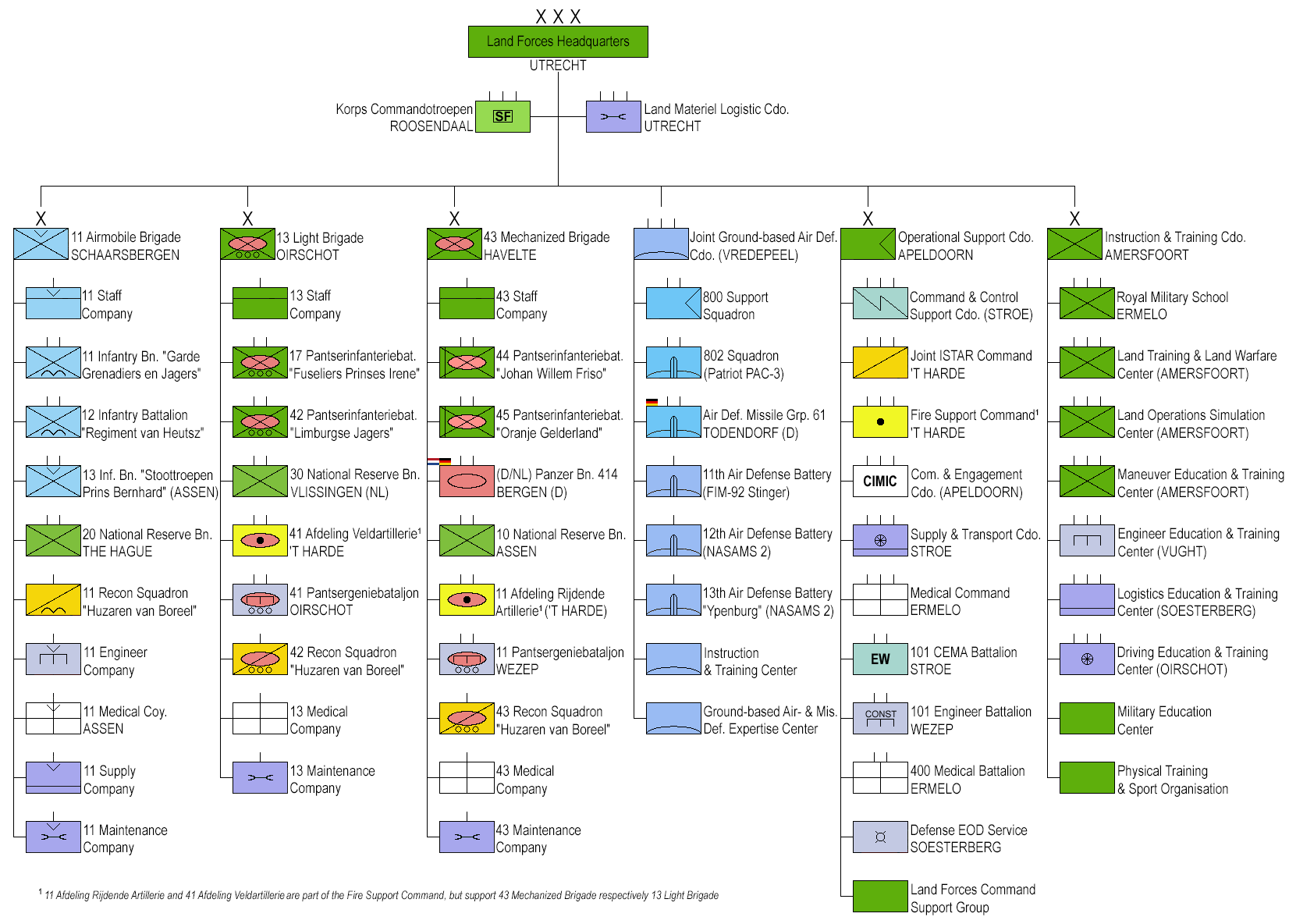
Structure of the Royal Netherlands Army 2025 (click to enlarge)

## Gradi Koninklijke Landmacht

### Ufficiali
| Codice NATO                                                       | OF-10           | OF-9     | OF-8               | OF-7            | OF-6            | OF-5    | OF-4              | OF-3   | OF-2                 | OF-1             | OF-1             | OF-D                         |
| ----------------------------------------------------------------- | --------------- | -------- | ------------------ | --------------- | --------------- | ------- | ----------------- | ------ | -------------------- | ---------------- | ---------------- | ---------------------------- |
| Paesi Bassi                                                       | Non equivalente |          |                    |                 |                 |         |                   |        |                      |                  |                  |                              |
| Paesi Bassi                                                       | Non equivalente | Generaal | Luitenant-generaal | Generaal-majoor | Brigadegeneraal | Kolonel | Luitenant-kolonel | Majoor | Kapitein/Ritmeester1 | Eerste Luitenant | Tweede Luitenant | Vaandrig/Kornet/Kapelmeester |
| 1 Il grado di Ritmeester è in uso per gli ufficiali di cavalleria |                 |          |                    |                 |                 |         |                   |        |                      |                  |                  |                              |

### Sottufficiali e comuni
| Paesi Bassi                                           |                        |                                    |                                                    |                        |                         |           |                                                                     |                                                                     |                                                                     |
| Adjudant-onderofficier                                | Adjudant-onderofficier | Sergeant-majoor Opperwachtmeester1 | Sergeant der 1e klasse Wachtmeester der 1e klasse1 | Sergeant Wachtmeester1 | Korporaal der 1e klasse | Korporaal | Soldaat der 1e klasse Huzaar der 1e klasse1 Kanonier der 1e klasse2 | Soldaat der 2e klasse Huzaar der 2e klasse1 Kanonier der 2e klasse2 | Soldaat der 3e klasse Huzaar der 3e klasse1 Kanonier der 3e klasse2 |
| 1 (grado della cavalleria) 2 (grado dell'artiglieria) |                        |                                    |                                                    |                        |                         |           |                                                                     |                                                                     |                                                                     |